# ルドルフ・カール・ブルトマン
ルドルフ・カール・ブルトマン（ドイツ語: Rudolf Karl Bultmann, 1884年8月20日 - 1976年7月30日）は、20世紀を代表するドイツの新約聖書学者。新約聖書の史的・批判的研究に一時代を築くとともに、聖書の非神話化または実存論的解釈を提唱し、キリスト教内外に様々な議論を引き起こした。

## 経歴
1984年、北ドイツのオルデンブルク福音ルター派教会牧師アルトール・ブルトマンとその妻ヘレーネの息子として生まれた。20世紀の初頭のドイツで、カール・フォン・ミュラー、ヘルマン・グンケル、アドルフ・フォン・ハルナック、アドルフ・ユーリッヒハー、ヨハネス・ヴァイス、ヴィルヘルム・ハイトミュラーらに師事し、新約聖書学を学んだ。1921年にマールブルク大学の新約学正教授となり、1951年まで一貫してマールブルクで教鞭をとった。
1920年代
1921年の『共観福音書伝承史』では、マタイ、マルコ、ルカの三つの福音書を複数の多様な伝承資料から成るものとして分析し、当時すでに旧約聖書学において用いられていた様式史批評という方法を用いて、各資料で伝えられてきた生活の座がイエス・キリストの死後発展した原始キリスト教の信仰と祭儀にあることを明らかにした。これにより、現在残されている福音書から史的イエスそのものの実際の姿を再現することは歴史学的には困難であり、新約聖書の本来の性格はむしろイエスをキリストとして伝えるケリュグマ（宣教）にあるという結論が導かれた。
1920年代には、カール・バルトらの弁証法神学運動に参加し、従来の自由主義神学への批判を強めた。ほぼ同じ頃、マールブルク大学の同僚マルティン・ハイデッガーによる現存在の実存論的分析に感銘を受け、新約聖書を実存論的に解釈する方法論を模索しはじめた。当時出版された『イエス』(1926年)では、共観福音書研究の結論を反映して、イエスの生涯や人となりにはほとんど触れず、もっぱら史的イエス自身にまでさかのぼることの可能なイエスの言葉に焦点をあて、それを現代人に実存的応答を迫る語りかけとして解釈した。この時期のブルトマンが残した神学的な論文は、『信仰と理解』第1巻（1933年)に収められた。
1930年代
1930年代にナチスが台頭し、主流教会がドイツ・キリスト者の運動に傾く中、こうした動きに抵抗する告白教会の運動に参加する。第二次世界大戦中の1941年には、学会において新約聖書の非神話化に関する提案を発表（「新約聖書と神話論」）。新約聖書の叙述が前提にしている世界像はもはや現代人には受け入れることができないのでこれを排除し、新約聖書の中核にあるケリュグマを実存論的に解釈することで現代人に理解可能な語りかけとして取り出す聖書解釈の方法論を提案した。同時に実際にこの方法論を用いた『ヨハネ福音書註解』(1941年)を出版。
戦後
新約研究の総決算として『新約聖書神学』(1948年-1953年)を出版。非神話化に関する議論はドイツのキリスト教という枠を超えて広がり、哲学の領域や、仏教など他の伝統的宗教にまで波及した。

## 影響
概要
ブルトマンが新約聖書学の世界に与えた影響は甚大で、ブルトマン門下からは、多くの新約聖書学者が輩出し、ブルトマン学派を形成した（エルンスト・ケーゼマン、ギュンター・ボルンカム、ハンス・コンツェルマン、ヘルベルト・ブラウン、ジェームス・ロビンソンなど）。1960年代には、これらの門下の学者たちを中心にブルトマンの「史的イエス」に対する態度への問い直しがなされ、「史的イエス」への新しい探求の動きが高まったが、ブルトマン自身はこれらの動きによって従来の立場を変えることはなかった。また、教義学の領域でも、1950年代から60年代にかけて興隆した実存論的神学と呼ばれる潮流に大きな影響を与えた（ゲルハルト・エーベリンク、ジョン・マッコーリ、カール・マイケルソン、野呂芳男など）。さらに、非神話化・実存論的解釈という方法論上の態度は、現代の哲学的解釈学によっても批判的に継承されている（ハンス・ゲオルク・ガダマー、ポール・リクールなど）。
1970年代以降は、組織神学においても新約聖書学においても聖書の社会的な文脈や文学的構造が重視されるようになり、実存論的な人間理解に集中するブルトマンの立場はしばしば批判を集めることが多くなっている。また、神話が持つ意義に関する議論も深まり、そうした立場から非神話化の課題が再検討される必要も出てきている。
「新約聖書と神話」講演とその影響
「新約聖書と神話」と題するルドルフ・ブルトマンの講演が、第2次世界大戦下の1941年におこなわれた。この講演後、開始された非神話化論争が、戦後対立を招くこととなった。これにより、1952年のドイツ合同福音ルター派教会総会で、新約聖書における非神話化に関するブルトマンの方法論に反対する監督声明が出されるに至った。ブルトマンが死を迎える数年前、ブルトマンの神学に対する教義上の問題はもはや存在していないとして、ドイツ合同福音ルター派教会監督エドワルド・ローゼが、20年前に出されたブルトマンを批判する教会の声明に遺憾の意を表明した。
日本への影響
日本においては、新約学、組織神学、宗教哲学などの領域で一定の影響を与えた。赤岩栄牧師が晩年、ブルトマンの神学に触れて『キリスト教脱出記』（1964年）を書いたのは有名。ブルトマンの実存論的方法論を批判的に受容しつつ書かれた神学書としては野呂芳男『実存論的神学』（1964年）があり、ブルトマン後の世代の「新しい探求」や新解釈学の運動を背景に書かれた神学書として小田垣雅也『解釈学的神学』（1975年）がある。また、八木誠一、田川建三、荒井献など日本を代表する新約学者は、いずれもブルトマンの立場を念頭に、それを様々な観点から批判的に乗り越えるなかで独自の立場を築いていると言える。なお、ブルトマンの研究者、ないしはブルトマンに詳しい研究者としては山岡喜久男、熊沢義宣、川端純四郎、土屋博、笠井恵二らがいる。

## 人柄・エピソード
- 反ユダヤ主義が猛威を振るいつつあった時代、彼の新約聖書のゼミをハンナ・アーレントとハンス・ヨナスが受講を希望した。その際、彼はアーレントにこう告げたという。（ゼミにおいて）「反ユダヤ主義的言説があってはなりません。」（もしそうしたことが起こったら）「私たち二人は一緒にその状況を処理しましょう」[3]。
- ブルトマンはオルデンブルク福音ルター派教会牧師アルトール・ブルトマンとその妻ヘレーネの息子として生まれた。父のアルトールは自由主義神学を支持するようになるが、母のヘレーネは敬虔主義的信仰を生涯持ち続けた。ルドルフ・ブルトマン自身は信仰的にはルター派であり、教会での説教奉仕も続けた。

## 著作
日本語訳出版された著書
- 『新約聖書と神話論』山岡喜久夫訳、新教出版社 1960[4]
- 『ブルトマン』熊沢義宣訳、日本基督教団出版局 1962
  - 増改新装第5版 1987年
- 『イエス』川端純四郎、八木誠一訳、未來社 1963
- 『キリスト教脱出記』赤岩栄訳、理論社 1964
- 『実存論的神学』野呂芳男訳、創文社 1964
- 『聖書の非神話化批判 ヤスパース・ブルトマン論争』（ヤスパース選集第7巻）理想社 1967
- 『キリストとイエス』八木誠一訳、講談社現代新書 1969
- 『解釈学的神学』小田垣雅也訳、創文社、1975
- 『歴史と終末論』岩波書店 1986[5]
- 『ブルトマン』笠井恵二訳、清水書院 1991
- 『ヨハネの福音書』杉原助訳、日本キリスト教団出版局 2005
- 『ブルトマンとナチズム:「創造の秩序」と国家社会主義』ルドルフ・ブルトマン著、深井智朗訳 2014

著作集
- 『ブルトマン著作集』新教出版社

1. 第1巻『共観福音書伝承史』1983
2. 第2巻『共観福音書伝承史』1987
3. 第3巻『新約聖書神学』1963
4. 第4巻『新約聖書神学』
5. 第5巻『新約聖書神学』1980
6. 第6巻『イエス・原始キリスト教』1992

- 「聖書学論文集」（『ブルトマン著作集』第7-9巻、新教出版社）
- 「神学論文集」（（『ブルトマン著作集』第11-14巻）新教出版社
- 「説教集」（『ブルトマン著作集』第15巻）新教出版社

## 関連文献
- 熊沢義宣『ブルトマン』日本基督教団出版局、1962年。増訂版、1965年。
- 大貫隆『ヨハネ福音書解釈の根本問題:ブルトマン学派とガダマーを読む』ヨベル、2022年。